# Case cubiche di Piet Blom

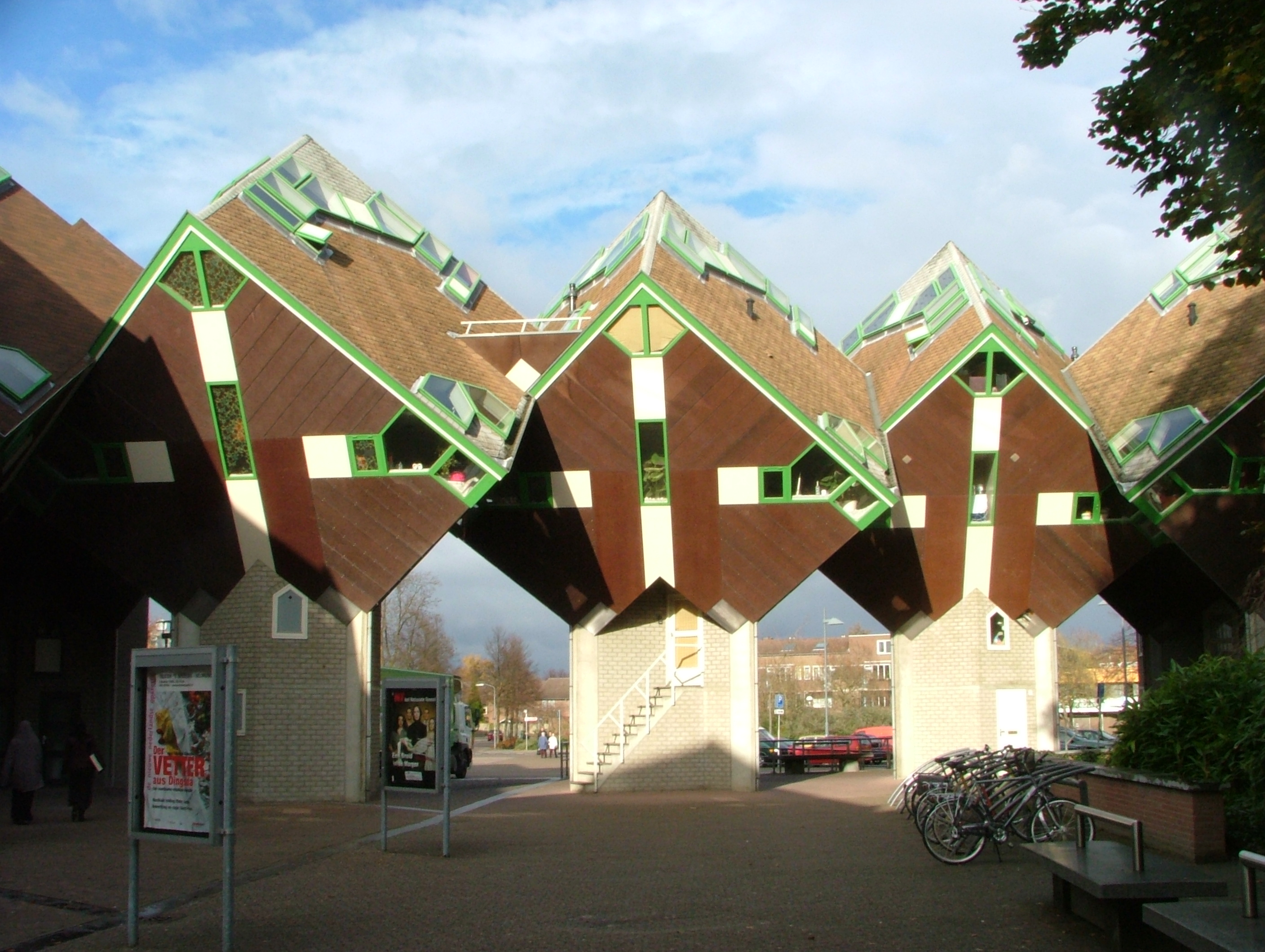
Case cubiche a Helmond

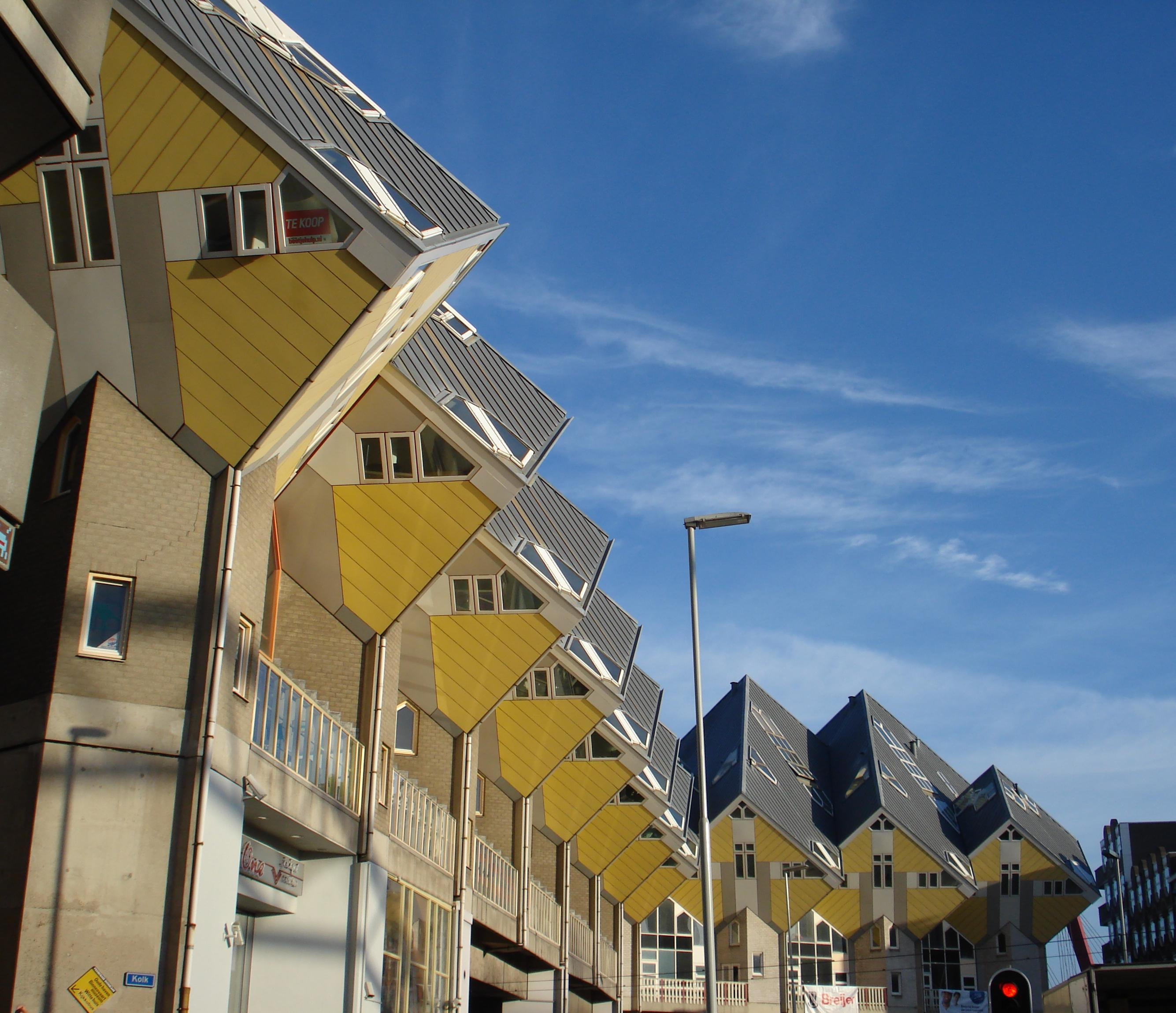
Le case cubiche di Rotterdam

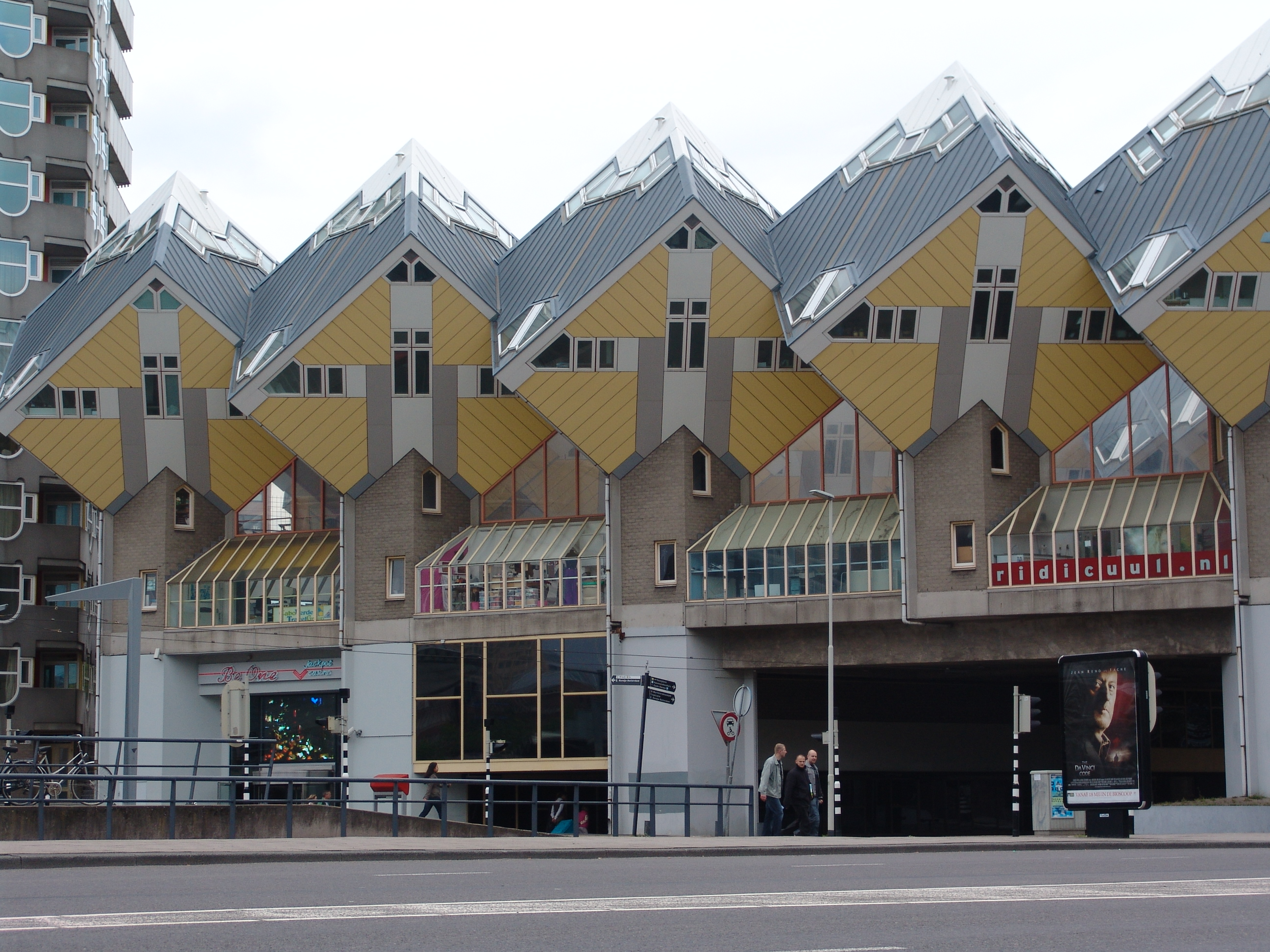
Altra immagine delle case cubiche di Rotterdam

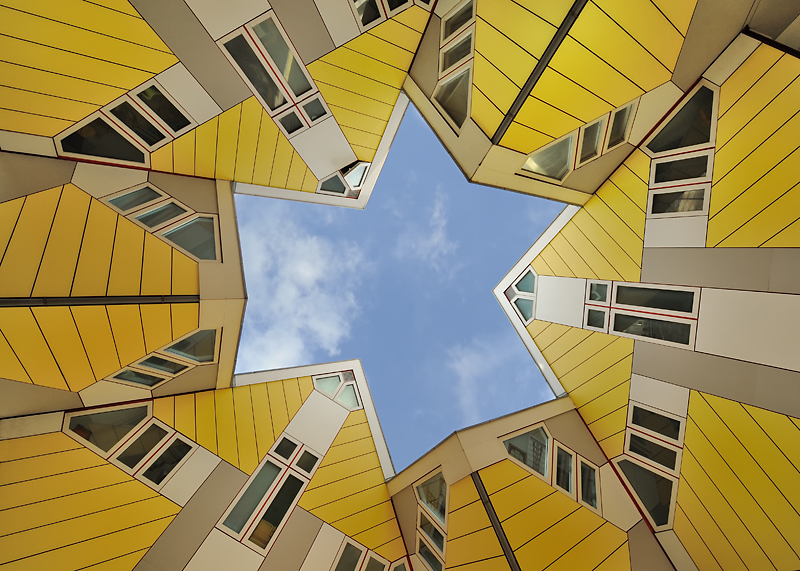
Particolare delle case cubiche di Rotterdam

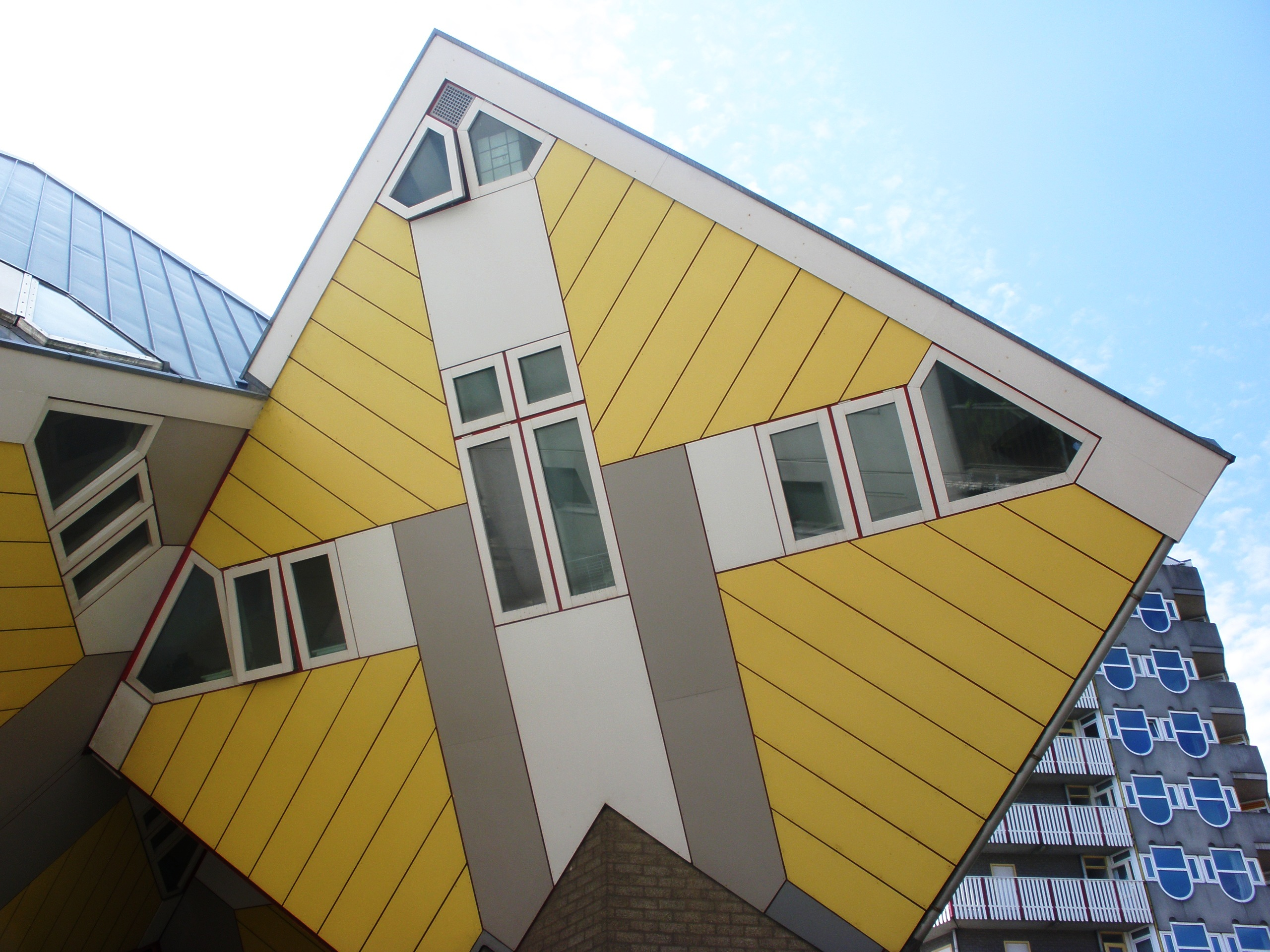
Una casa cubica di Rotterdam

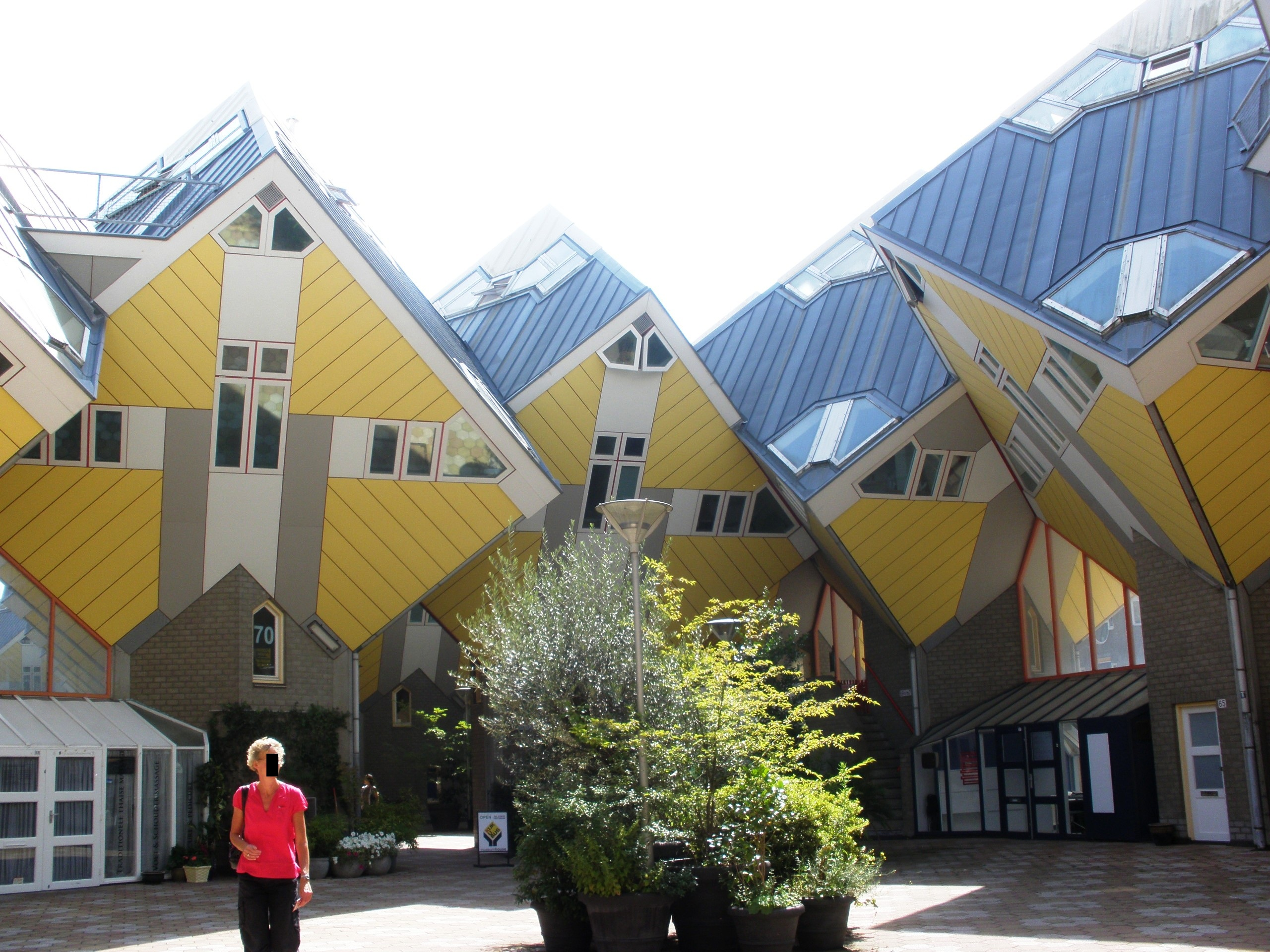
Case cubiche a Rotterdam

Le cosiddette "case cubiche" (in olandese: kubuswoningen; sing.: kubuswoning), chiamate anche paalwoningen ("abitazioni sorrette da pali"/"palafitte") o boomwoningen ("case albero"), sono un singolare progetto architettonico, caratterizzato da vari edifici a forma di cubo inclinato, che fu ideato negli anni settanta dall'architetto olandese Piet Blom (1934-1999) e che è stato realizzato come complesso residenziale nelle città di Helmond e Rotterdam, rispettivamente tra il 1975 e il 1977 e tra il 1982 e il 1984.
Oltre che nei Paesi Bassi, le case cubiche di Piet Blom si possono ammirare anche a Toronto, in Canada, dopo l'acquisizione dei diritti del progetto da parte di un architetto di Ottawa, Ben Kutner e della sua ditta.

## Caratteristiche del progetto
Le case cubiche di Piet Blom, immaginate idealmente dallo stesso architetto come l'insieme di "alberi" in un bosco (da cui il termine boomwoningen), che - come detto - sono a forma di cubo inclinato, sono sorrette da pali e sono caratterizzate da una notevole inclinatura. Sono disposte in file, in cui ogni edificio è attaccato l'uno all'altro (dagli angoli). 

Ogni casa è formata da tre piani. Al secondo piano, si trova solitamente il bagno e la camera da letto. L'altezza di ogni piano in alcuni punti non supera il metro e mezzo.

## Case cubiche di Helmond

### Storia
La storia delle prime case cubiche, quelle di Helmond, inizia nel 1972, quando a Piet Blom venne affidatata la realizzazione di un progetto che prevedeva la creazione di un complesso abitativo attorno ad un complesso culturale.
Le prime tre case cubiche "di prova" furono costruite nella Europaweg nel 1975. Altri 18 edifici di questo tipi vennero in seguito eretti in Speelhuisplein negli anni successivi.

## Case cubiche di Rotterdam (Blaakse Bos)

### Storia
L'idea di costruire delle case cubiche anche a Rotterdam venne a Piet Blom, dopo che all'architetto venne affidato il progetto di costruire degli appartamenti in una zona pedonale nell'ambito di un progetto che si proponeva di collegare la zona del vecchio porto (Oude Haven) con il centro cittadino.
La costruzione iniziò così nel 1982 e terminò nel 1984. Il progetto prevedeva inizialmente la costruzione di 74 edifici, ma ne vennero realizzati solamente 39.

### Ubicazione
Le case cubiche di Rotterdam si trovano nel quartiere di Blaak in prossimità del vecchio porto.

### Caratteristiche
A Rotterdam si contano, come detto, 39 case cubiche. Caratteristica evidente delle case cubiche di Rotterdam è il colore giallo delle facciate.
Il complesso di case cubiche di Rotterdam, noto come Blaakse Bos ("bosco di Blaak"), ospita anche un museo dedicato al progetto, il Kijk-Kubus, dove ai visitatori viene illustrato come si vive in una casa cubica.
Dal 2009, alcuni appartamenti sono anche adibiti ad ostello.
Nel 2019, The Art Cube è stato aperto all'Overblaak 30. The Art Cube è un luogo in cui arte e architettura si fondono. Con la disposizione abitativa originale intatta, questa casa cubica fa da sfondo al lavoro di vari artisti.